# Girolamo Vitelli
Girolamo Vitelli (Santa Croce di Morcone, 27 luglio 1849 – Spotorno, 2 settembre 1935) è stato un filologo classico, grecista e papirologo italiano, senatore del Regno d'Italia dal 1920 alla sua morte.
Fu tra i più importanti filologi in Italia al passaggio fra il XIX e il XX secolo, nonché maestro di un'intera generazione di studiosi dell'antichità classica.

## Biografia

### Formazione
Nacque a Santa Croce di Morcone (nell'allora provincia di Molise) da una famiglia della piccola borghesia, di sentimenti liberali, originaria di Cusano Mutri, paese in cui, tra l'altro, passò buona parte della sua infanzia; il padre, Serafino, era il sindaco del paese, mentre la madre, Maria Vittoria Cassella, era nipote del noto astronomo Giuseppe; il 2 novembre 1863 fu iscritto al Liceo Ginnasio «Vittorio Emanuele» di Napoli, dove apprese il greco grazie a Domenico Denicotti insieme al molisano Francesco D'Ovidio; conclusi gli studi liceali, vinse il primo premio per il latino fra tutti i licenziati dei licei d'Italia, che gli agevolò l'ingresso alla Scuola Normale di Pisa. Il trasferimento in Toscana significò per Vitelli una profonda trasformazione, sicché, come osservò Piero Treves, per Vitelli l'ingresso alla Normale fu anche occasione di un contatto con la politica italiana, sebbene tale ambito di interesse rimanesse sempre piuttosto estraneo alla sua indole. Tra gli insegnanti che formarono maggiormente Vitelli è da ricordare Alessandro D'Ancona, il quale, benché non avesse trasmesso all'allievo la forte passione civile che lo animava, gli fu comunque modello di acribia filologica che doveva competere con quella di altre nazioni europee, a partire dalla Germania. Ugualmente importante fu per lui il magistero di Domenico Comparetti, con il quale egli mantenne sempre un rapporto assai ambivalente.

### Insegnamento e ambiti di ricerca
La prima prova di ricerca filologica fu data nel 1870 sulle cosiddette carte di Arborea, di cui mostrò definitivamente la non autenticità. Dopo la laurea, ottenuta presso l'Università di Pisa, trascorse, nel 1872, un anno di perfezionamento alla scuola di Ludwig Curtius e di Friedrich Ritschl a Lipsia. Quindi, fu assunto come insegnante alle scuole medie per essere ben presto chiamato, già nel 1874, all'Istituto di Studi superiori di Firenze come docente di Grammatica greca e latina; successe infine a Comparetti sulla cattedra fiorentina di Letteratura greca nel 1886. Nel 1897 fondò la Società Italiana per la Diffusione e l'Incoraggiamento degli Studi Classici, che aveva il suo organo ufficiale nella rivista Atene e Roma e che dal 1950 divenne Associazione Italiana di Cultura Classica (AICC).
Il 3 settembre 1902 fu colpito dal lutto per la morte del figlio Camillo, filologo assai precoce suicidatosi ad appena 25 anni presso il Seminario di filologia classica dell'Università di Gottinga.
Rimasto sempre in contatto con i filologi tedeschi, Girolamo Vitelli fu severo e intransigente banditore del loro metodo di ricerca. Lavorò intensamente sui manoscritti greci conservati nella Biblioteca Medicea Laurenziana e pubblicò un gran numero di congetture, innanzitutto su autori tragici della cui lingua pervenne a una conoscenza profonda. Oggetto di particolare interesse fu Euripide, in riferimento al quale pubblicò studi sull'Ifigenia in Aulide e sull'Elettra. Approfondì le conoscenze della paleografia greca, occupandosi, per esempio, dei segni tachigrafici; guidò i propri allievi a scandagliare i fondi bibliotecari minori italiani e fiorentini per una catalogazione dell'intero patrimonio di manoscritti greci. Ricostruì la tradizione manoscritta di un mitografo noto con il nome di Palefato. Vitelli notò l'importanza del manoscritto Riccardiano che costituisce un testimone fondamentale nella tradizione della Poetica di Aristotele.
Di particolare cura e precisione è la sua edizione critica del Commento alla Fisica e del Commento al De generatione et corruptione di Giovanni Filopono. Si occupò anche dell'edizione delle opere latine di Giordano Bruno.

### Le polemiche
La sua propensione per una indagine filologica fondata su un metodo rigoroso e scientifico gli valsero scontri polemici con studiosi di formazione e orientamento retorici, in primis Giuseppe Fraccaroli: a partire dal pretesto della bocciatura ad un concorso universitario di Nicola Festa, allievo di Vitelli, da parte di Fraccaroli, si sviluppò una vibrante diatriba che ebbe il suo fulcro nel pamphlet fraccaroliano Il metodo critico del prof. Girolamo Vitelli (Torino, 1899). Negli anni che precedettero immediatamente la prima guerra mondiale, Vitelli fu coinvolto nel Krieg der Geister, la guerra degli spiriti, che dilaniò l'Europa colta.
Lo sciovinismo italiano giunse a tacciare di tradimento chiunque mostrasse interesse o propensione per la cultura tedesca. La polemica contro tale cultura indusse lo stesso Vitelli ad un approfondimento del proprio pensiero sul piano metodologico. Ai violenti attacchi che gli vennero da Ettore Romagnoli e dal suo Minerva e lo scimmione, Vitelli rispose con il libro Filologia classica... e romantica (1917), che si presentava quasi come una storia della filologia classica e rivendicava l'autonomia e la libertà della scienza rispetto agli steccati imposti dagli schieramenti nazionali e politici. Nondimeno, la polemica si protrasse e fu rinfocolata da Corrado Barbagallo, autore di un volume collettaneo Per l'italianità della cultura nostra (Roma-Milano, 1918).

### I papiri
Nei primi anni del Novecento, anche grazie alle grandi scoperte negli scavi inglesi di Bernard Grenfell e di Arthur Hunt, Vitelli comprese quale sterminato lavoro attendesse il filologo intento alla decifrazione dei papiri che scaturivano in copiosa quantità dalle sabbie dell'Egitto. Nel 1901 gli giunse fra le mani il primo papiro fiorentino, recatogli dall'egittologo Ernesto Schiaparelli che l'aveva acquistato per conto della «Società Italiana per la Diffusione e l'Incoraggiamento degli Studi Classici». Per rendere più sistematiche le ricerche papirologiche fiorentine, nel 1908, insieme ad Angiolo Orvieto, Vitelli costituì la «Società italiana per la ricerca dei papiri greci e latini in Egitto», affinché l'Italia non rimanesse indietro nella corsa ad acquisire una posizione di primo piano nella neonata disciplina papirologica: obiettivo del sodalizio era raccogliere finanziamenti per effettuare scavi in Egitto alla ricerca di papiri e procedere all'acquisto di papiri dai mercanti egiziani, nonché decifrare, studiare e pubblicare i papiri ritrovati.
Si aprì così una nuova fase nell'esistenza di Vitelli. Egli, infatti, poté mettere a frutto la sua enorme conoscenza di testi classici e il suo raffinato senso dello stile per riconoscere, nei frustuli che venivano alla luce, testi e autori già noti o individuarne di ancora sconosciuti. Per poter procedere con maggior lena a quest'attività, nel 1915 Vitelli rinunciò anticipatamente all'insegnamento. Sin da questo periodo poté contare sul supporto di Medea Norsa, una giovane studiosa che poi rimase al suo fianco fino alla morte. Grazie alla guida di Vitelli, Norsa acquisì una profondissima conoscenza della lingua greca e dei testi, nonché della paleografia, sì da eguagliare le competenze del maestro. Vitelli e Norsa pubblicarono, spesso a firma congiunta, numerose edizioni di papiri, talora di straordinaria importanza. I due pubblicavano con eguale acribia testi letterari e documentari: vivo il Vitelli, apparvero undici volumi di Papiri della Società Italiana (PSI), che contenevano, tra l'altro, testi nuovi di Gaio, Eschilo, Cratino, Eupoli, Sofrone, Callimaco, Menandro, Euforione. Le due pubblicazioni papirologiche di maggior spicco furono senz'altro il De exilio di Favorino e le Diegeseis (riassunti) di Callimaco.
Nel 1928 la «Società Italiana» fu sciolta e sostituita da un Istituto papirologico, collegato con l'Università di Firenze, del quale lo stesso Vitelli fu il primo direttore, carica che egli mantenne fino alla morte. Dopo la sua scomparsa, l'Istituto prese il nome dal suo fondatore ed è oggi noto come Istituto Papirologico «Girolamo Vitelli».

### La politica, gli ultimi anni e la morte
Di temperamento conservatore, e poco incline all'attività politica, Vitelli rimase sempre ai margini della vita civile, pur mostrando un animo fiero e per nulla disposto al servilismo. Il 3 ottobre 1920 Vittorio Emanuele lo nominò Senatore del Regno. All'avvento del fascismo, Vitelli, ormai settantatreenne, mantenne nei confronti del nuovo regime un atteggiamento distaccato e scettico, ma mai critico, definendosi «antidemocratico quanto si voglia, ma liberale sempre». Il suo profilo di alto prestigio, l'assenza di legami con forze politiche antifasciste e il sostanziale disinteresse per la politica gli garantirono comunque di poter gestirsi senza problemi.
E infatti continuò a lavorare, ormai con gravi difficoltà alla vista e confidando nella lettura offertagli da Medea Norsa, anche negli ultimi anni della vita: soggiornò spesso durante le estati a Cerrione (Biella) presso la casa del genero Luigi Schiaparelli, dove ebbe modo di dedicarsi allo studio in modo proficuo. La morte lo colse il 2 settembre 1935, mentre era in vacanza a Spotorno (Savona). Lasciò una fertile scuola: furono suoi allievi intere generazioni di docenti universitari e di professori liceali di latino e greco.

## Opere principali
- Intorno ad alcuni luoghi della «Ifigenia in Aulide», Firenze, F. Le Monnier, 1877.
- Appunti critici sull'«Elettra», Torino, E. Loescher, 1880.
- Collezione fiorentina di facsimili paleografici greci e latini, Firenze, Successori Le Monnier, 1884-1897.
- Manuale di letteratura greca (con Guido Mazzoni), Firenze, Barbèra, 1890.
- Manuale di letteratura latina (con Guido Mazzoni), Firenze, Barbèra, 1898.
- Subsiciva, Firenze, L'Arte della stampa, 1927.
- Papiri fiorentini, Milano, Hoepli, 1906.
- Papiri greci e latini, Firenze, Tip. E. Ariani, 1912.
- Filologia classica... e romantica, prefazione di Luciano Canfora, Postilla di R. Pintaudi, La Finestra editrice, Lavis 2018 ISBN 978-88-95925-94-3